# Lepidodactylus ranauensis
Espèce
Lepidodactylus ranauensis est une espèce de geckos de la famille des Gekkonidae.

## Répartition
Cette espèce est endémique du Sabah en Malaisie.

## Étymologie
Son nom d'espèce, composé de ranau et du suffixe latin -ensis, « qui vit dans, qui habite », lui a été donné en référence au lieu de sa découverte, la ville de Ranau.

## Publication originale
- Ota & Hikida, 1988 : A new species of Lepidodactylus (Sauria: Gekkonidae) from Sabah, Malaysia. Copeia, vol. 1988, n. 3, p. 616-621.